# Tijuana No!
Tijuana No! est un groupe de ska et punk rock mexicain, originaire de Tijuana, en Basse-Californie. Son leader Luis Güereña meurt en 2004 d'une crise cardiaque. Le groupe, initialement appelé NO, est formé en 1989 et se sépare en 2002. Il joue occasionnellement, notamment en 2006, avant de se réunir officiellement en 2010.

## Biographie

### Origines
Avant la création de Tijuana No! Luis Güereña organise des concerts dans les années 1980 avec des groupes mexicains et américains à Tijuana. Même enfant, Güereña s’intéressait à la musique populaire de cette époque aux États-Unis et en Europe. Il participe à des concerts de jeunes avec Genesis, Peter Gabriel, Black Sabbath et Led Zeppelin, puis fait la connaissance du jazz du punk rock. Ses premières apparitions se font dans un groupe appelé Solución mortal, au sein duquel il joue.
Güereña est considéré comme un pionnier et promoteur du ska et du punk dans le nord du Mexique. Il présente au public mexicain dans les années 1980 son nouveau style musical avec des groupes de punk californiens à Tijuana. De cette manière, des groupes de renom, mais aussi controversés, tels que The Adolescents, Black Flag, X, Bad Manners et The Dead Kennedys jouent à ses côtés. Les concerts qu'il organise sont cependant toujours liés à son soutien à des mouvements tels que les sandinistes et le FMLN et plus tard les zapatistes ; Güereña lui-même soutint les mouvements pro-soviétiques en Amérique centrale, respecte le maoïsme et s'inspire du Mouvement révolutionnaire internationaliste fondé en 1984.

### Débuts

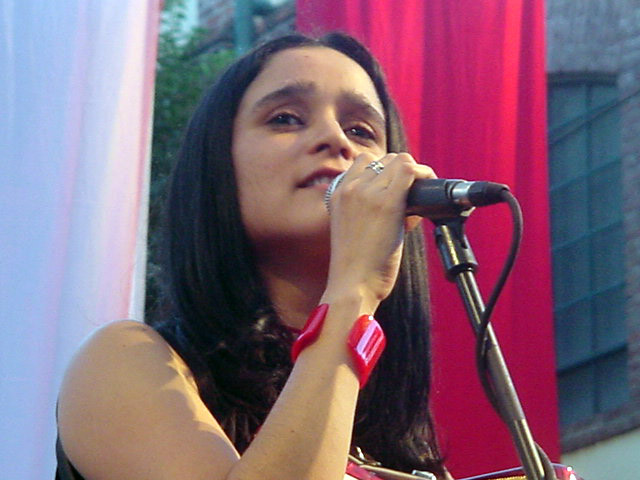
L'ex-membre Julieta Venegas en solo.

En 1988, le groupe Radio Chantaje donne naissance à Tijuana No! Le fondateur et batteur de ce groupe est Alex Zúñiga, qui invitera Julieta Venegas à le rejoindre au chant. Radio Chantaje s'inspire principalement de The Clash, The English Beat, Sex Pistols, Bob Marley, Iggy Pop, The Damned, les Red Hot Chili Peppers et The Specials.
Alejandro Zúñiga rencontre Luis Güereña peu après avoir collecté des fonds pour les rebelles de gauche au Salvador et au Nicaragua lors d'un événement organisé par Güereña. Zúñiga suggère à Güereña de rejoindre le groupe. Ainsi, Alex Zúñiga, Julieta Venegas, Jesús « Chuy » González (guitare), Omar Veytia, Luis Güereña et Mahuiztecatl « Teca » García composent une nouvelle formation nommée Chantaje. Ici, le groupe est actif pendant environ un an et demi, . Chantaje fait sa première apparition à la fin de 1988. Un album démo de cette période, associé aux styles ska et punk rock, est considéré comme la base du groupe Tijuana No!.
L'intérêt des médias pour Chantaje s'intensifiant, le groupe se lance dans un conflit interne de direction : Güereña veut donner une image plus politisée à Chantaje, et parle de ses projets dans les interviews sans en discuter avec ses collègues. Chantaje se sépare un peu plus tard. Güereña se rend à Los Angeles pour travailler avec John Doe, mais est persuadé par Zúñiga, qui a soutenu ses revendications, de revenir. Güereña et Zúñiga forment en 1989 le groupe NO, auquel il se consacre aux problèmes sociaux et politiques.
À leurs débuts, El Kilo Múzquiz et César Ortega sont membres du groupe. Un peu plus tard, Cecilia Bastida, âgée de quinze ans, rejoint le groupe à la batterie, passe rapidement aux claviers, et devient l'une des premières filles jouant du rock latino. Pendant ce temps, Venegas quitte le groupe pour commencer une carrière solo. Elle explique qu'elle n'avait jamais eu l'intention de rester définitivement au sein du groupe et qu'elle se sentait restreinte. Néanmoins, elle quitte le groupe en bon terme. Pendant un court laps de temps, ils incluent les frères et sœurs Zamudio. Après le départ de ces derniers de NO, le groupe se compose de Cecilia Bastida, Teca García et Luis Güereña et Jorge Velásquez, Jorge Jiménez et Alejandro Zúñiga. De ce sextuor en découlent trois musiciens de Mexico et de Tijuana.

### Vers une signature de contrat
La nouvelle formation répète en 1989 chez les parents de Zúñiga. Au début, le groupe joue pour lui-même et ne pense pas à commercialiser sa musique, car aucun des membres ne dépendait du succès financier. Au début des années 1990, le groupe attire progressivement l'attention par des performances provocantes, dès le début de leurs performances, ils captivent et dominent le public. Enrique Lopetequi, journaliste uruguayen au Los Angeles Times, décrit le groupe comme suit : « Tijuana No! est encore plus électrisant maintenant, passant du ska au reggae et du rap au world beat collages sans sacrifier ses racines punk. Le groupe remplit chaque chanson avec tellement d'ardeur... »
En 1990, ils participent en ouverture pour Fabulosos Cadillacs et Maldita Vecindad y los Hijos del Quinto Patio. Lors du concours binational Duelo de Rebeldes, ils gagnent face à leurs rivaux du Mexique et des États-Unis et remportent 5 000 $, qu'il investit ses premiers enregistrements.
Vers la fin de 1992, le groupe se rend à Mexico pour présenter un album démo au Rock and Roll Circus (désormais MEISA). Le label, qui est l’un des premiers dans le pays à soutenir le nuevo rock mexicano, signe NO et produit l’album NO.
Pendant les concerts du groupe, le label Culebra, un sous-label indépendant de BMG, rachète les droits de l'album du groupe à Rock and Roll Circus. Culebra conclut avec le groupe un contrat pour trois albums studio. À ce stade, le groupe apprend à Ciudad Satélite (près de Mexico), qu'un groupe homonyme existait déjà. Cependant, le groupe veut s'en tenir au NO, comme il était déjà connu sous ce nom. Comme alternative, ils attribuent le nom de leur ville natale, Tijuana, et se rebaptise Tijuana No!.
Avec le nom de Tijuana No!, le groupe suscite non seulement l'attention sur son origine géographique, mais aussi beaucoup plus sur les problèmes de la ville. Tijuana est une ville gangrénée par le trafic de drogues, les immigrés et l’industrie de maquila. Le No! exprime ce que le groupe rejette : tout ce qui ne correspond pas aux besoins politiques, sociaux et existentiels de la population. Jorge Velásquez ajoute que les deux mots ont un sens international : il n'y a qu'un seul Tijuana, et tout le monde connaît le mot « Non ».

### DePobre de tiàTransgresores de la Ley
La chanson Pobre de ti, écrite conjointement par Venegas et Zúñiga, est décisive dans le succès du groupe. Selon Venegas, la chanson et ses paroles soent très spontanées et rapides. Bien que Venegas ait quitté le groupe alors qu'elle collectait des morceaux pour un album et que les parties vocales étaient reprises par Bastida, certains fans identifient Venegas à cette chanson et l'exigent à ses performances en solo. En 1992, le premier single est présenté sur la Plaza de Santo Domingo. La même année, le groupe se réunit pour la première fois au Festival Rola 92 à Mexico, Guadalajara et Hermosillo avec Fermin Muguruza et Negu Gorriak.
Les premiers succès de Pobre de ti suivent en 1994 avec la sortie de l'album Tijuana No!, dont le contenu est identique à celui de l'album NO sorti chez Rock and Roll Circus, mais masterisé à Los Angeles. Lalbum de heavy-ska contient douze autres chansons, dont les premières sont des textes très critiques, tels que La Migra, Niños de la calle et Soweto. Avec Manu Chao et les membres de Maldita Vecindad y los Hijos del Quinto Patio, Tijuana No! joue avec un soutien considérable dans la réalisation de ses premiers morceaux. Manu Chao avait rencontré plusieurs groupes locaux lors d'un séjour au Mexique, dont Tijuana No!, l'un d'entre eux qui l'a le plus surpris.
Le sextuor réussit rapidement à rassembler des fans de rock latino et de musique alternative. L'année entre la sortie de leurs premier et deuxième albums, Tijuana No! joue en Amérique centrale et en Amérique du Nord. Néanmoins, les membres du groupe restent fidèles à leurs racines idéologiques et sociales et continuent à se produire lors de collectes de fonds à caractère politique, notamment en 1994 et 1995 aux Big Top Locos de Los Angeles aux côtés de groupes tels que Rage Against the Machine et Youth Brigade.
Au milieu des années 1990, le groupe s'intéresse progressivement à la situation de l'État de Chiapas, dans le Sud du Mexique, où l'Ejército Zapatista de Liberación Nacional (EZLN) apparait pour la première fois au début de 1994. En conséquence, ils dédient leur deuxième album, Transgresores de la ley (1995), aux rebelles zapatistes. Des chansons notables accompagnent la chanson-titre, dans laquelle le porte-parole de l'EZLN se présente sous forme de message. L'album est enregistré à San Sebastián, au Pays Basque, par Fermin Muguruza. Sa ortie est suivie par quelques tournées en Amérique latine et aux États-Unis.

### Contra-Revolución Avenueet séparation

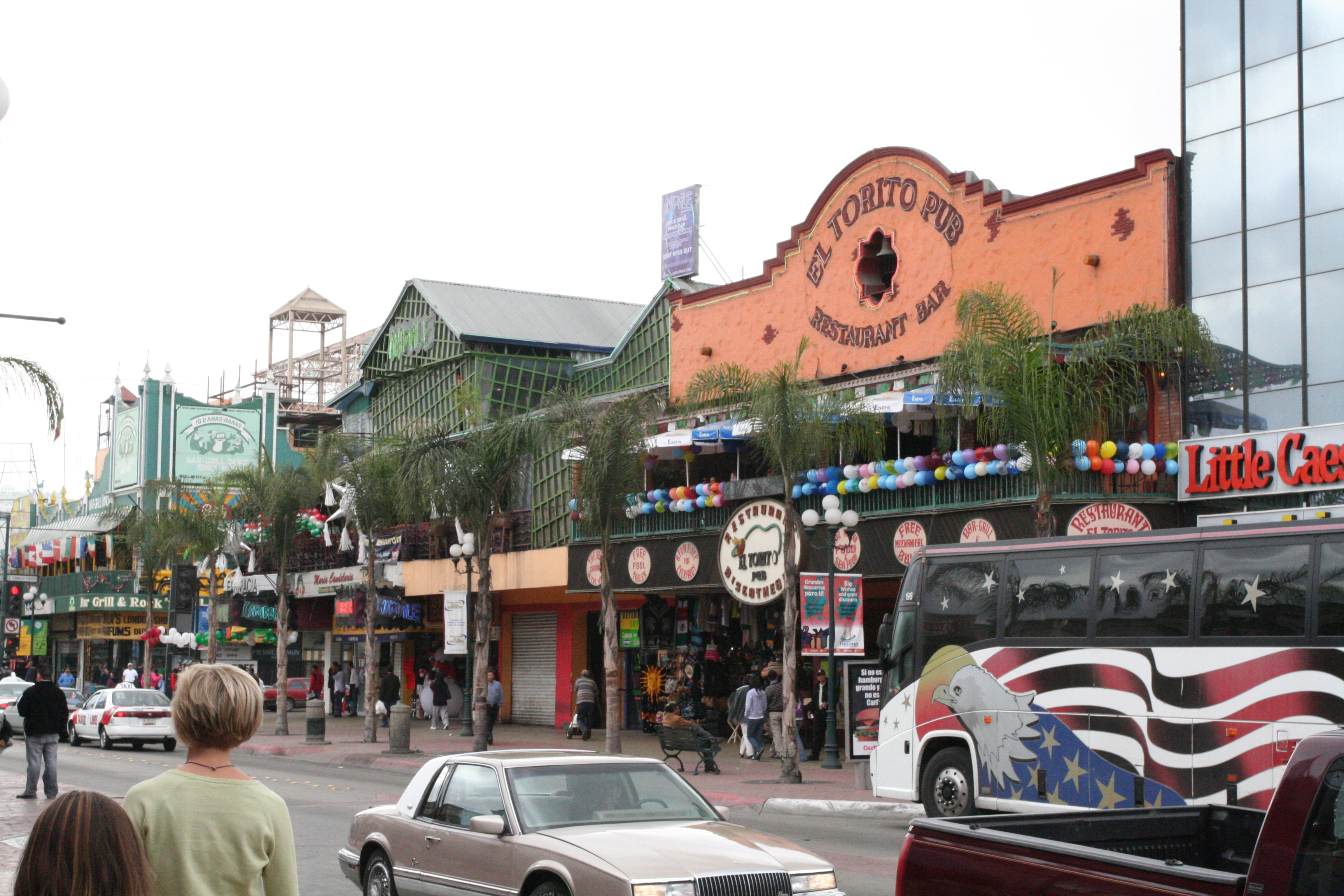
Le Avenida Revolución à Tijuana.

Culebra implose en 1995 après une production coûteuse et des ventes désastreuses, rompant ainsi tout contrat avec ses groupes de rock alternatif. Pendant ce temps, Tijuana No! souffre de la distance entre Tijuana et Mexico, où le label est basé, à un point que le groupe décide de se concentrer sur le marché californien et la communauté latino aux États-Unis. Après un concert avec le groupe La Castañeda, BMG US Latin s’intéresse à la sortie d'un album aux États-Unis. Tijuana No! conclut ensuite un contrat avec ce label.
Avec la sortie du troisième album en 1998, le groupe tente d'entrer sur le marché musical américain. Luis Güereña déclare qu'il était important que le plus grand nombre de personnes possible écoutent leur musique et que leurs revendications politiques ne soient plus uniquement entendues dans leur pays d'origine. Tijuana No! sort l'album Contra-Revolución Avenue, qui fait participer des artistes du monde entier, faisant de l'album un symbole de la transgression des frontières par exemple linguistiques. Parmi les 13 chansons qui figurent sur l'album ; Bad Brains, Kid Frost, Kid Caviar de Horny Toad et Fermin Muguruza de Negu Gorriak. L'agent artistique de Tijuana No!, John Pantle, y participe aussi au trombone.
L'album se consacre à l'oppression et à l'hypocrisie qui règnent en Amérique latine. Le titre de l'album, Contra-Revolución Avenue, fait téférence à l'Avenida Revolución, la principale rue touristique de Tijuana, où le tourisme de masse, du sexe et la pauvreté y règnent. Teca García explique que le groupe se considérait comme porte-parole « extensif » des pauvres et des opprimés. La couverture de l'album est réalisée par Winston Smith, représentant des images stéréotypées du Mexique et des images violentes de « ce qui se passe réellement », transformées en une sorte de collage.
Pendant la préparation de l'album, divers événements laissent entendre que le groupe a déjà atteint son apogée : Bastida quitte le groupe en 1997, mais revient en 2000. Entre-temps, il est remplacé par la chanteuse de punk rock Mayumi Hideyoshi. Zúñiga forme entre-temps le groupe Los Alex.
Avant même la sortie de Contra-Revolución Avenue, le groupe se confronte violemment à BMG. Afin de sortir un nouvel album du groupe, BMG publie en 2000 l’album live Live at Bilbao, Spain, déjà enregistré en mai 1996. Avec cet album, le groupe n'atteint pas le succès leur permettant d'enregistrer un set live et un troisième album studio pour leur pays d'origine. En 1999, Rock milenium est sorti, et suivi en 2001 par Rock en Español – Lo mejor de: Tijuana No. Sur ces deux best of, qui font partie d’une série de compilations, tous les morceaux de Contra-Revolución Avenue ont été retirées. Juntos, un album sorti en 2002, se compose de demi-chansons de Tijuana No! et Maldita Vecindad y los Hijos del Quinto Patio.
En 2002, alors qu'il annonce sa séparation imminente, le groupe organise une tournée d'adieu au Mexique et en Europe. En décembre 2002, dans le cadre du Festival Extremo de Guadalajara, le groupe se sépare. Auparavant, Güereña (le 25 octobre 2002) avait déclaré lors d'une interview que le groupe était divisé en interne, que les autres membres ne prenaient pas le groupe au sérieux, que Zúñiga voulait juste jouer plus de chansons, et que Bastidas quitterait le groupe.

### Post-séparation
Malgré la séparation officielle en 2002, Tijuana No! joue en novembre 2003 à Mexico et Berlin. Une apparition au KTS Freiburg était prévue, mais est annulée. À cette période, Güereña n'est pas membre du groupe. Ses propos étant devenus « trop extrêmes », il est forcé de quitter le groupe, selon son leader.
Le 11 janvier 2004, Luis Güereña décède d'une attaque cardiaque dans le nord de Tijuana à l'âge de 45 ans. À cette occasion, Zúñiga, García, Bastida, Velásquez et Jiménez lui rendent hommage à plusieurs concerts effectués à Tijuana, Mexico et Los Angeles. Certains des groupes qui assistent à ces événements étaient autrefois parrainés par Güereña, ou oint joué avec Tijuana No!.

### Retour
À l'occasion de la 11e édition du Festival Iberoamericano de Cultura Musical Vive Latino, du 23 au 25 avril 2010 à Mexico, Tijuana No! se réunit. Lors de leur performance d'une heure le dernier jour du festival, le groupe reçoit le soutien de Julieta Venegas, avec qui ils interprètent Pobre de ti. Lors d'une conférence de presse post-concert, Teca García, Jorge Velázquez, Jorge Jiménez et Alejandro Zúñiga confirment la possibilité d'un « retour officiel » sur scène. Zúñiga note que le groupe se sent maintenant obligé d’enregistrer un nouvel album et de partir en tournée, et qu’ils s'est réuni après des problèmes de longue date sur scène.
Le 31 juillet 2010, Tijuana No! fête son 20e anniversaire avec un concert à l'Auditorio Municipal de Tijuana. Depuis, il joue occasionnellement. En 2015 sort Tijuana No: Transgresión y fronteras, un documentaire réalisé par Pável Valenzuela Arámburo sur Tijuana No! publié.

## Discographie
- 1990 : NO
- 1992 : NO
- 1993 : Tijuana No!
- 1995 : Transgresores de la ley
- 1998 : Contra-Revolución Avenue
- 1999 : Rock del milenio
- 2000 : Live at Bilbao
- 2001 : Lo mejor de Tijuana NO!